# Pseudagrion melanicterum
Pseudagrion melanicterum é uma espécie de libelinha da família Coenagrionidae.
Pode ser encontrada nos seguintes países: Angola, Benin, Camarões, República Centro-Africana, República do Congo, República Democrática do Congo, Costa do Marfim, Guiné Equatorial, Gana, Guiné, Quénia, Libéria, Nigéria, Senegal, Serra Leoa, Tanzânia, Togo, Uganda, Zâmbia, possivelmente Burkina Faso e possivelmente em Sudão.
Os seus habitats naturais são: florestas subtropicais ou tropicais húmidas de baixa altitude e rios.